# Georgi Alexandrowitsch Machatadse
Georgi Alexandrowitsch Machatadse (russisch Георгий Александрович Махатадзе; * 26. März 1998 in Rostow am Don) ist ein russischer Fußballspieler.

## Karriere

### Verein
Machatadse begann seine Karriere bei Lokomotive Moskau. Im Mai 2016 stand er gegen Zenit St. Petersburg erstmals im Profikader von Lok. Sein Debüt in der Premjer-Liga gab er im selben Monat, als er am 30. Spieltag der Saison 2015/16 gegen Mordowija Saransk in der 88. Minute für Alexander Kolomeizew eingewechselt wurde. Dies blieb sein einziger Einsatz für die Moskauer. Zur Saison 2016/17 wechselte er zum Ligakonkurrenten Rubin Kasan. In seiner ersten Spielzeit bei den Tataren kam er zu drei Einsätzen in der Premjer-Liga. Nachdem er in der Saison 2017/18 bis zur Winterpause nie zum Einsatz gekommen war, wurde er im Januar 2018 innerhalb der Liga an den FK SKA-Chabarowsk verliehen. In Chabarowsk konnte er sich allerdings auch nicht durchsetzen und wurde nur einmal eingesetzt.
Nach dem Ende der Leihe kehrte der Mittelfeldspieler zur Saison 2018/19 zunächst nach Kasan zurück, ehe er im August 2018 wieder zu Lokomotive Moskau wechselte, wo er für die drittklassige Zweitmannschaft verpflichtet wurde. In seiner ersten Saison bei Kasanka kam er zu 13 Einsätzen in der Perwenstwo PFL, in denen er drei Tore machte. In der Saison 2019/20 kam er bis zum Saisonabbruch zu 15 Drittligaeinsätzen. Nach weiteren 15 Einsätzen in der Hinrunde der Saison 2020/21 wechselte Machatadse im Februar 2021 zum Erstligisten FK Rostow. Für Rostow kam er bis Saisonende zu zehn Erstligaeinsätzen.
Zur Saison 2021/22 wechselte Machatadse zum Zweitligisten Rotor Wolgograd.

### Nationalmannschaft
Machatadse durchlief von der U-15 bis zur U-20 sämtliche russische Jugendnationalteams. Mit der russischen U-17-Auswahl nahm er 2015 an der EM teil und erreichte mit Russland das Halbfinale, während des Turniers kam er zu fünf Einsätzen und führte Russland viermal als Kapitän aufs Feld. Durch die Halbfinalteilnahme qualifizierte er sich mit seinem Land auch für die WM im selben Jahr, für die er ebenfalls nominiert wurde. Bei der WM schied er mit Russland im Achtelfinale gegen Ecuador aus, Machatadse war in allen vier Partien der Russen Kapitän.